# تشيركاسي (مدينة)
تشيركاسي((بالأوكرانية: Черка́си)‏, تنطق نطق أوكراني: ‎[tʃɛrˈkɑsɪ]‏; (بالبولندية: Czerkasy)‏), Cherkassy ((بالروسية: Черка́ссы)‏ (بالروسية: tɕɪrˈkasɨ)‏
), هي مدينة في وسط أوكرانيا. هي عاصمة إقليم تشيركاسي. لا يجب الخلط بينها وبين مدينة تشيركاسك الروسية التي تقع على نهر الدون في الشرق.
المدينة هي المركز الثقافي والتربوي والصناعي لمنطقة تشيركاسي أوبلاست والمنطقة الاقتصادية المركزية في أوكرانيا. كانت تشيركاسي معروفة منذ القرن الثالث عشر ولعبت دورًا كبيرًا في تاريخ أوكرانيا.كما كانت تشيركاسي مركزًا للقوزاق، وشارك المواطنون في انتفاضة شميلنكي وكولييفيشنا (تمردات القوزاق والفلاحين).
تقع المدينة على الضفة اليمنى لنهر دنيبر (على وجه التحديد في خزان كريمنشوك)، حوالي 200 كيلومتر (124 ميل) جنوب عاصمة البلاد، كييف. وتنقسم المدينة إلى اثنين من الأحياء سوسنيفسكي (مع قرية أوريشينت) وبريدنوبروفسكي. عدد سكان تشيركاسي الحالي هو 287,583 نسمة (اعتباراً من 2011). في يونيو 2011، احتفلت المدينة بالذكرى 725.

## بيئة المدينة

### الموقع
تقع المدينة على الضفة اليمنى العليا لنهر دنيبر، في وسط خزان كريمنشوك. تأثر الجزء التاريخي من المدينة بقلعة جبال زامكوفا  حيث تقع قلعة تشيركاسي. الجزء الأكبر من تشيركاسي يعتبر كالأراضي المنخفضة.

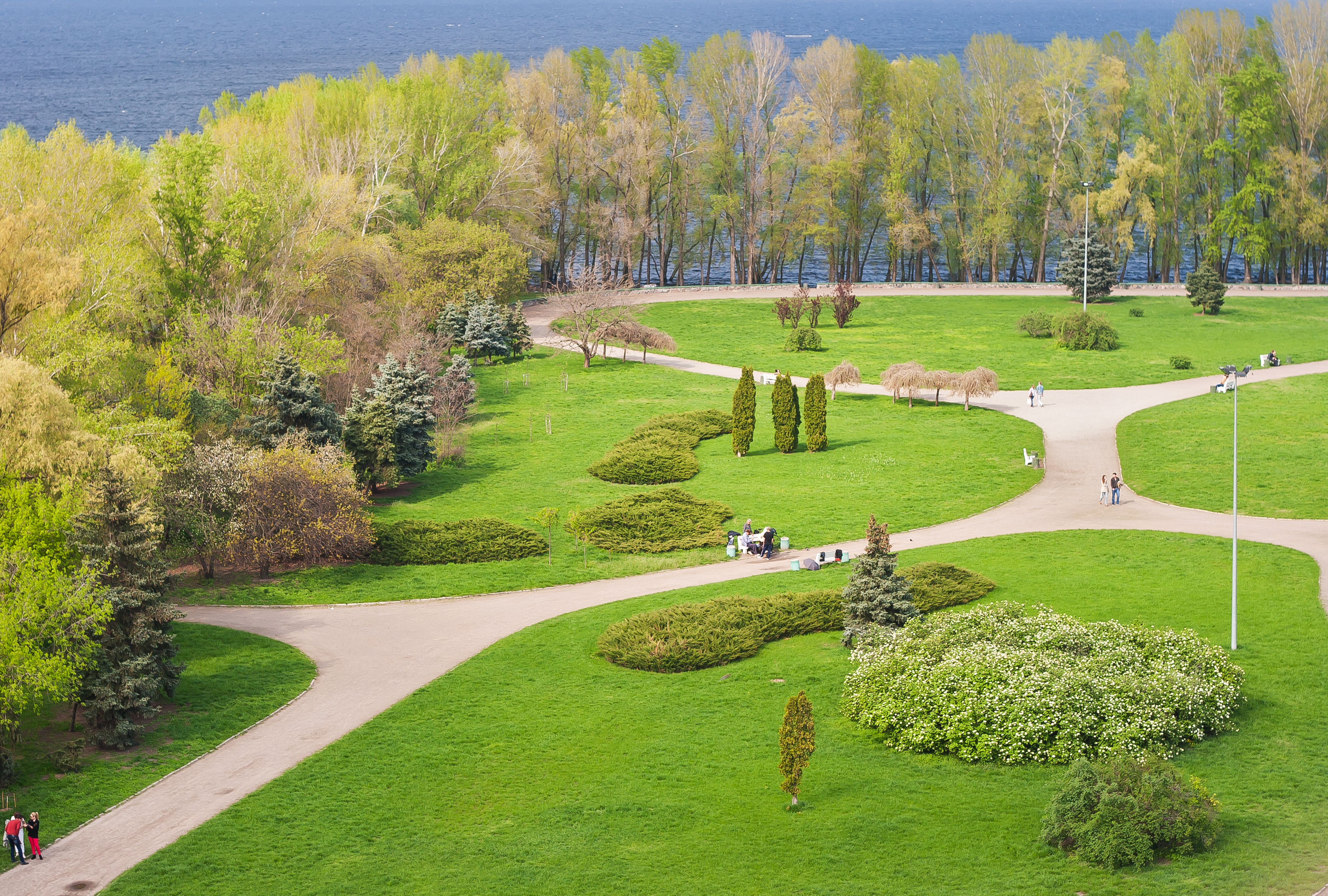
منظر من تل المجد في وادي روز وخزان المياه.

تحتل المدينة مساحة 69 كيلومتر مربع (26.6 ميل 2). يبلغ طول المدينة 17 كيلومتراً (10.56 ميل) على طول خزان كريمنشوك، في حين أن أوسع نقطة فيها هي 8 كيلومترات فقط (4.97 ميل).

### المناخ
مناخ تشيركاسي قاري معتدل، مع شتاء معتدل ودافئة (في السنوات القليلة الأخيرة معظمها حارة) في الصيف.

متوسط درجة الحرارة في المدينة هو +7.7 درجة مئوية (45.9 درجة فهرنهايت). الشتاء عادة ما يكون باردًا وثلجيًا (متوسط درجة الحرارة في يناير هو -5.9 درجة مئوية (21.4 درجة فهرنهايت))، ولكن الشتاء الماضي كان دافئًا إلى حدٍ ما مع صقيع شديد ونادر (يصل إلى °25 درجة مئوية (−13 فهرنهايت)).الصيف جاف ودافئ (متوسط درجة الحرارة في شهر يوليو هو +19.8 درجة مئوية (67.6 درجة فهرنهايت))، مع ارتفاع في بعض الأحيان يصل إلى +35 درجة مئوية (95 درجة فهرنهايت).
| البيانات المناخية لـCherkasy      | البيانات المناخية لـCherkasy | البيانات المناخية لـCherkasy | البيانات المناخية لـCherkasy | البيانات المناخية لـCherkasy | البيانات المناخية لـCherkasy | البيانات المناخية لـCherkasy | البيانات المناخية لـCherkasy | البيانات المناخية لـCherkasy | البيانات المناخية لـCherkasy | البيانات المناخية لـCherkasy | البيانات المناخية لـCherkasy | البيانات المناخية لـCherkasy | البيانات المناخية لـCherkasy |
| الشهر                             | يناير                        | فبراير                       | مارس                         | أبريل                        | مايو                         | يونيو                        | يوليو                        | أغسطس                        | سبتمبر                       | أكتوبر                       | نوفمبر                       | ديسمبر                       | المعدل السنوي                |
| --------------------------------- | ---------------------------- | ---------------------------- | ---------------------------- | ---------------------------- | ---------------------------- | ---------------------------- | ---------------------------- | ---------------------------- | ---------------------------- | ---------------------------- | ---------------------------- | ---------------------------- | ---------------------------- |
| متوسط درجة الحرارة الكبرى °م (°ف) | −3 (27)                      | −1 (30)                      | 3 (37)                       | 12 (54)                      | 20 (68)                      | 23 (73)                      | 25 (77)                      | 24 (75)                      | 19 (66)                      | 12 (54)                      | 5 (41)                       | 0 (32)                       | 12 (53)                      |
| متوسط درجة الحرارة الصغرى °م (°ف) | −8 (18)                      | −6 (21)                      | −2 (28)                      | 5 (41)                       | 10 (50)                      | 13 (55)                      | 15 (59)                      | 14 (57)                      | 10 (50)                      | 4 (39)                       | 0 (32)                       | −5 (23)                      | 4 (39)                       |
| معدل هطول الأمطار مم (إنش)        | 36 (1.4)                     | 33 (1.3)                     | 29 (1.1)                     | 38 (1.5)                     | 37 (1.5)                     | 63 (2.5)                     | 76 (3.0)                     | 53 (2.1)                     | 36 (1.4)                     | 31 (1.2)                     | 41 (1.6)                     | 44 (1.7)                     | 517 (20.3)                   |
| المصدر: MeteoProg                 |                              |                              |                              |                              |                              |                              |                              |                              |                              |                              |                              |                              |                              |

### البيئة
الوضع البيئي في المدينة مستقر تماماً. يبلغ مؤشر التلوث التراكمي لعام 2008 7.56 بمتوسط المدن الأوكرانية الأخرى. الملوث الرئيسي في المدينة هو مصنع «آزوت»، وبالتالي فإن المنطقة المجاورة (الجزء الجنوبي الشرقي من المدينة) هي الأكثر تلوثاً. منطقة وسط المدينة ملوثة بشدة أيضًا، نظرًا لحجم حركة المرور المرتفعة. المدينة نفسها في معظمها نظيفة من التلوث النووي من كارثة تشيرنوبيل، على الرغم من أن الجزء الشمالي من تشيركاسي قد تأثر قليلا.

## التركيبة السكانية
وفقا لأحدث البيانات، فإن عدد سكان تشيركاسي هو 284,479 نسمة اعتباراً من 1 أكتوبر 2015. هذا العدد يتناقص بسبب ارتفاع معدل الوفيات، والوضع الاجتماعي الاقتصادي، وعمليات الضواحي في المنطقة.
يوضح هذا الرسم البياني التغيرات السكانية في تشيركاسي:
غالبية المواطنين هم من الأوكرانيين، مع عدد كبير من السكان من الروس واليهود. 46.4 ٪ من الذكور، و 53.6 ٪ من الإناث. ووفقاً للبيانات التي قدمتها إدارة الرعاية الصحية في البلدية، فإن المراهقين الذين تقل أعمارهم عن 14 سنة يشمل 15٪ من السكان بينما يبلغ المتقاعدون 19٪، وهو ما يشير إلى مدى شيخوخة المواطنين بالمقارنة مع المواطنين الأصغر سناً.

### المدن التؤامة والشقيقة
- سومقاييت، أذربيجان [9]
- سانتا روسا (كاليفورنيا)، الولايات المتحدة
- أكتاو، كازاخستان
- بيدغوشتش، بولندا
- بيرم، روسيا
- تيراسبول، ترانسنيستريا
- بتاح تكفا، إسرائيل

## معرض صور

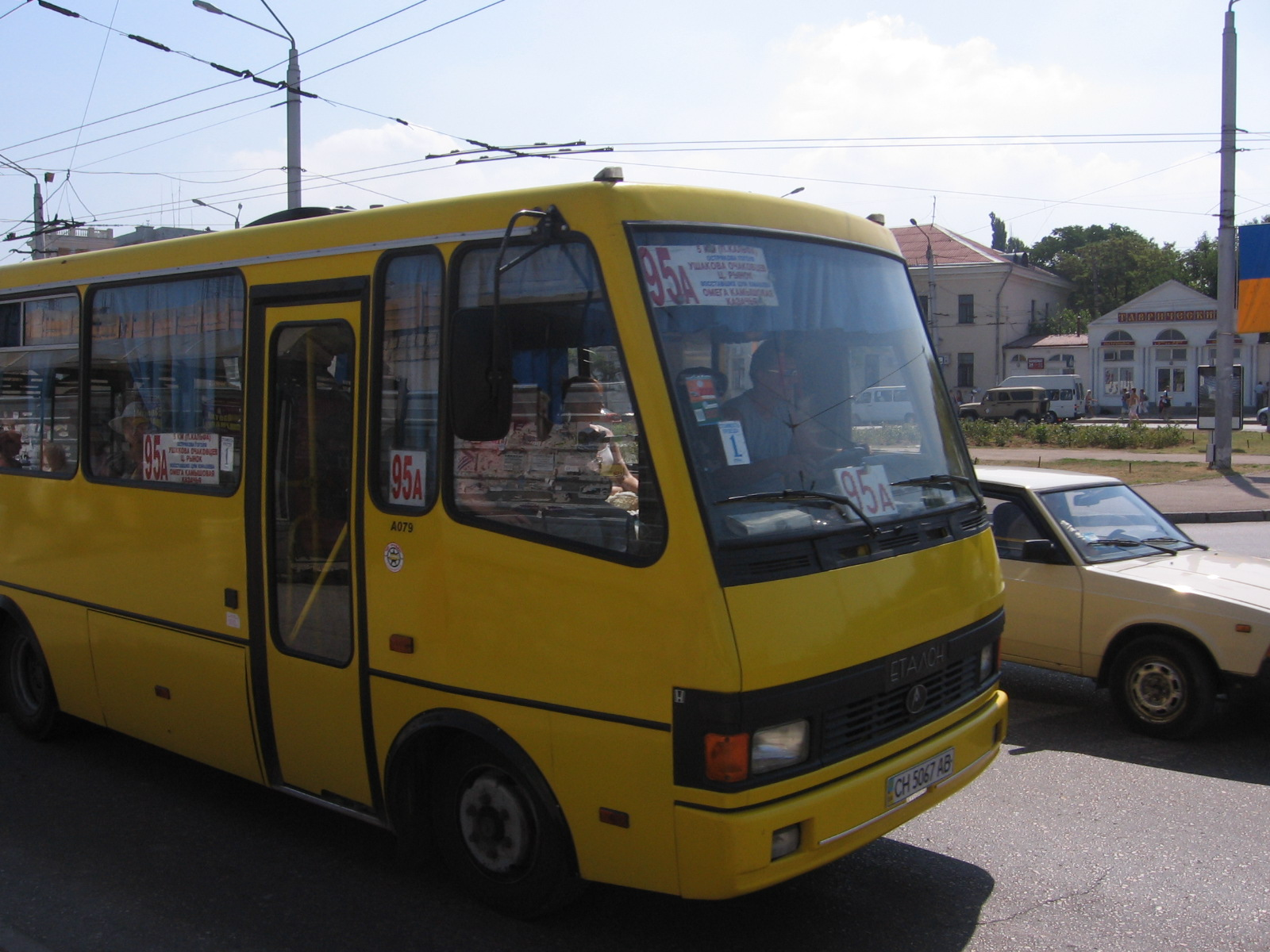
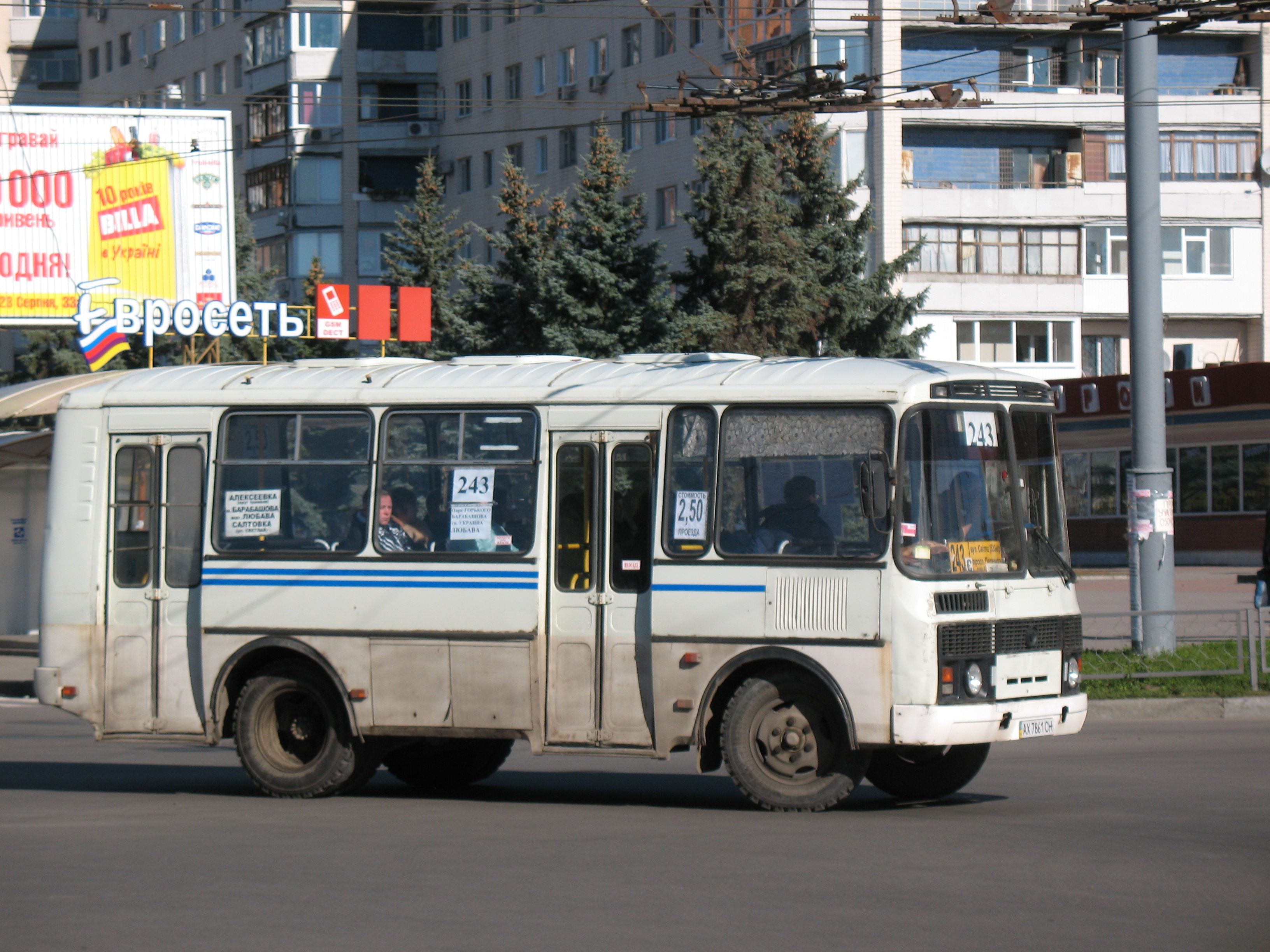
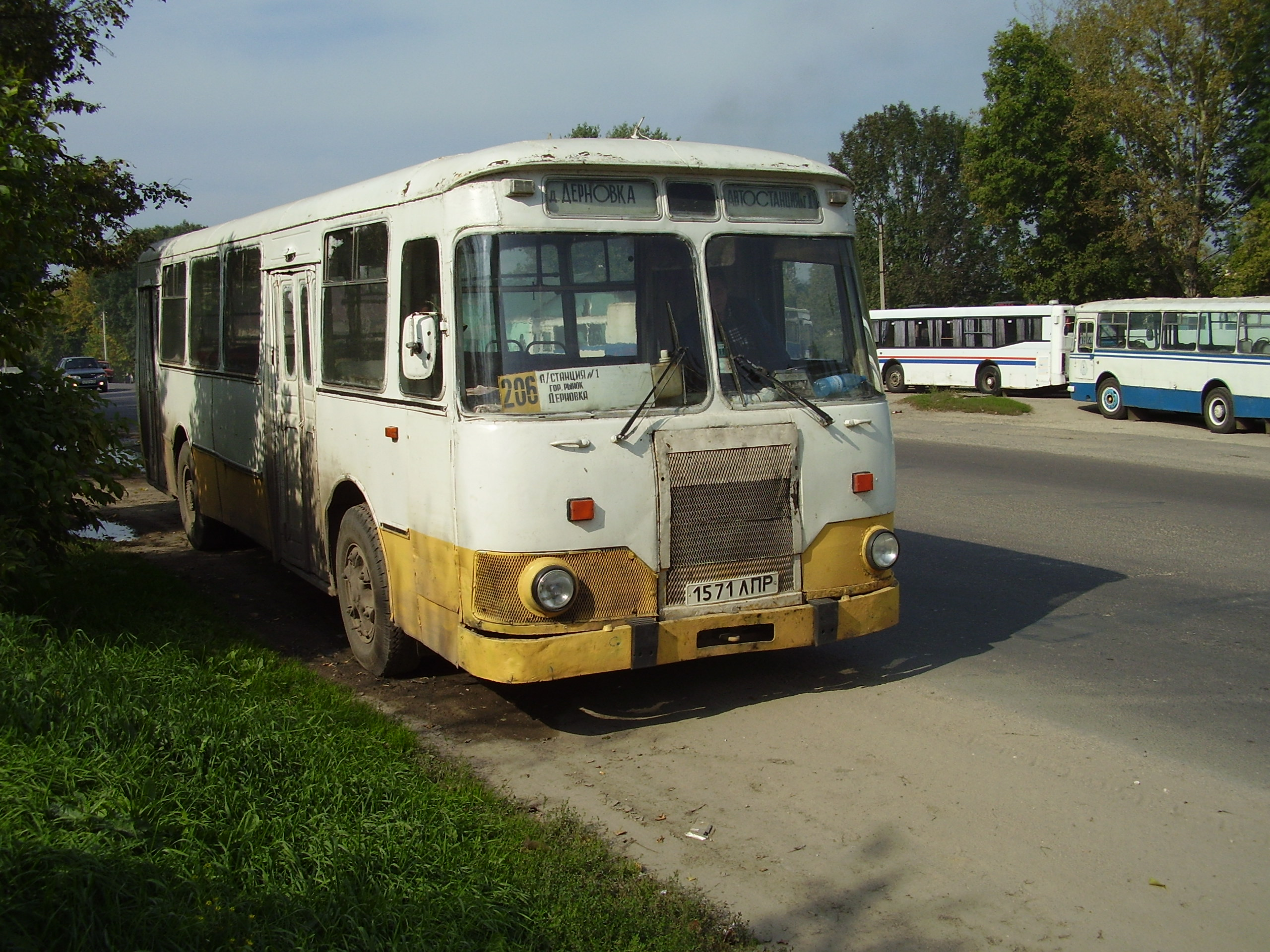
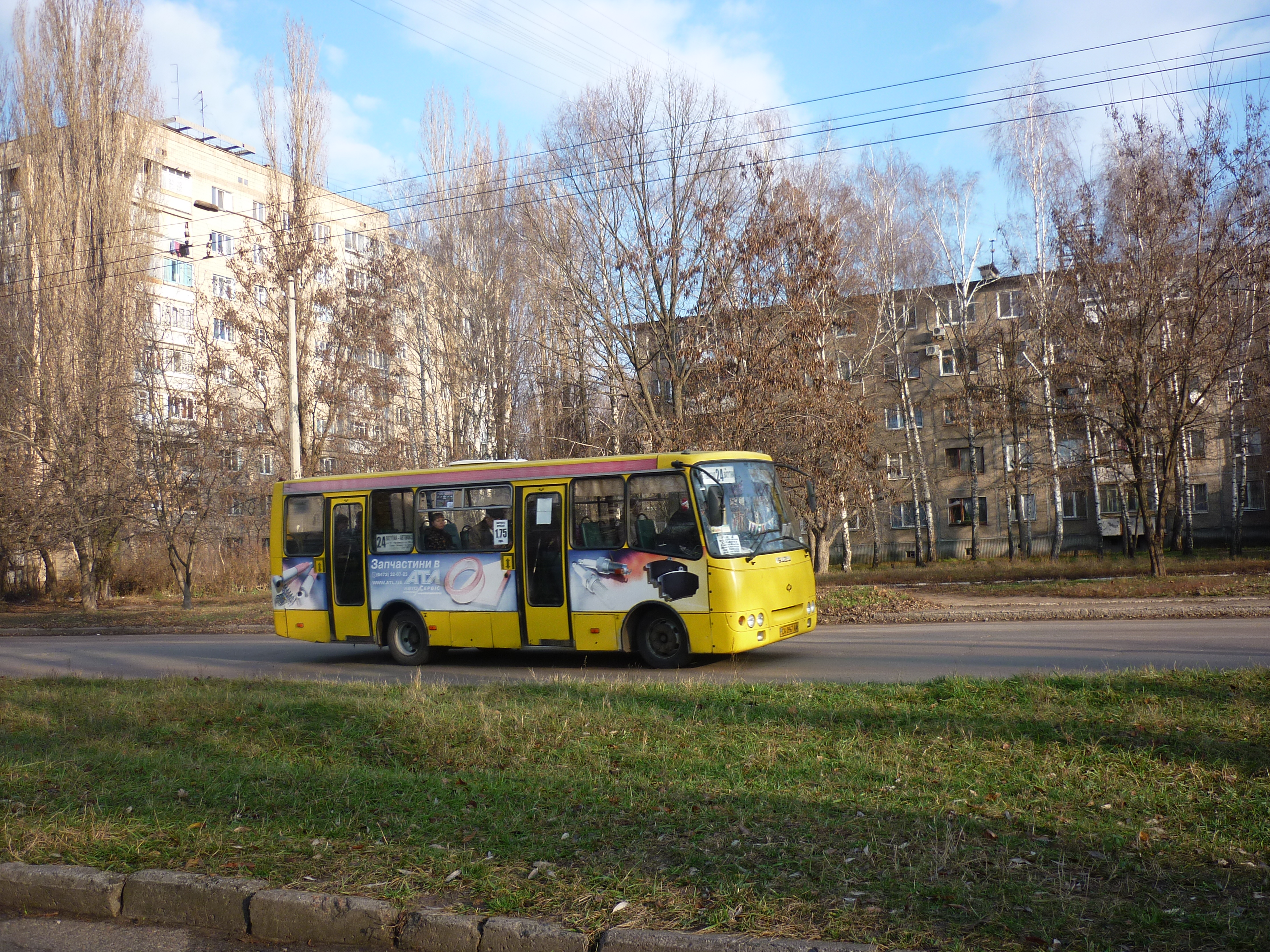

## وصلات خارجية
- - ويكيميديا
- (بالإنجليزية) /(بالأوكرانية: )/(بالروسية) Official city portal نسخة محفوظة 10 مايو 2020 على موقع واي باك مشين.
- (بالإنجليزية) Cherkasy guide
- (بالإنجليزية) /(بالأوكرانية: )/(بالروسية) Unofficial info portal
- (بالإنجليزية) /(بالأوكرانية: )/(بالروسية) http://www.gorod.ck.ua/
- (بالإنجليزية) /(بالأوكرانية: )/(بالروسية) Phone book of Cherkasy